# Radiorekorder

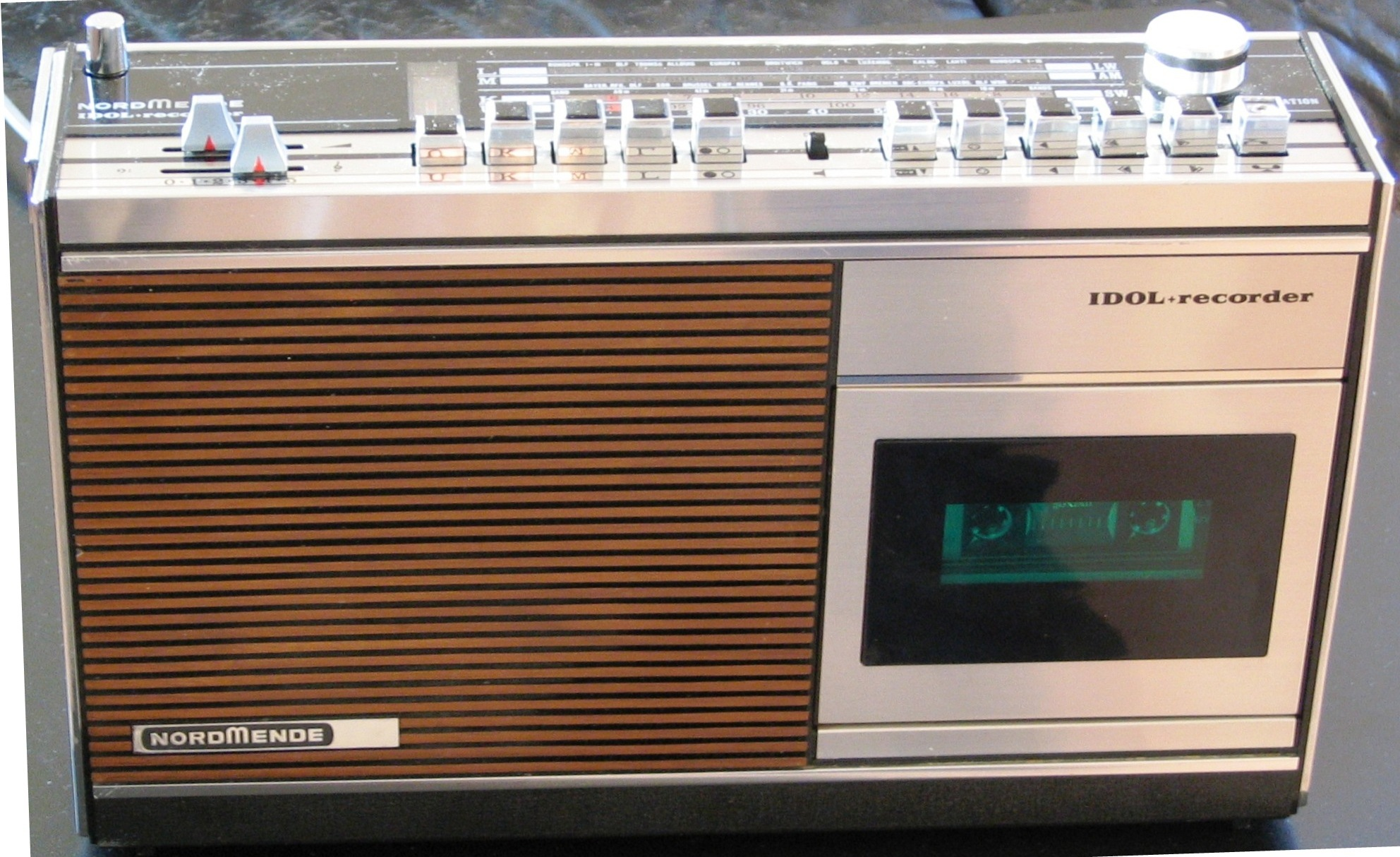
Tragbarer Nordmende IDOL+recorder 115A (1973), Netz- und Batteriebetrieb

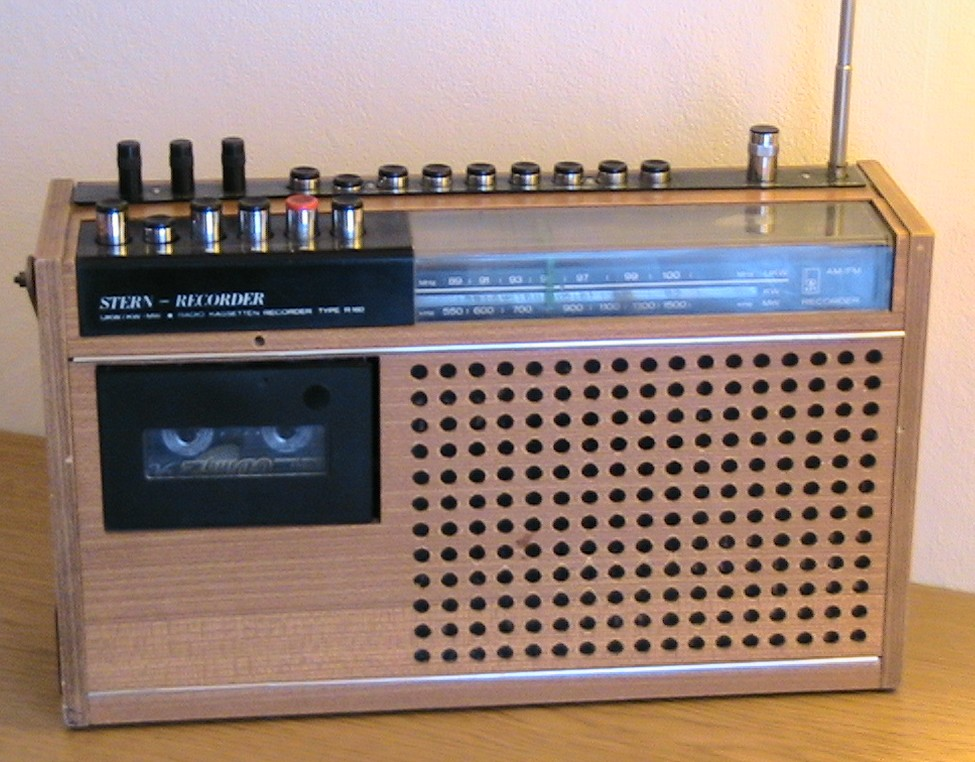
Radiorekorder R160 von VEB RFT Sternradio Berlin
(Spitzname „Holzstern“)

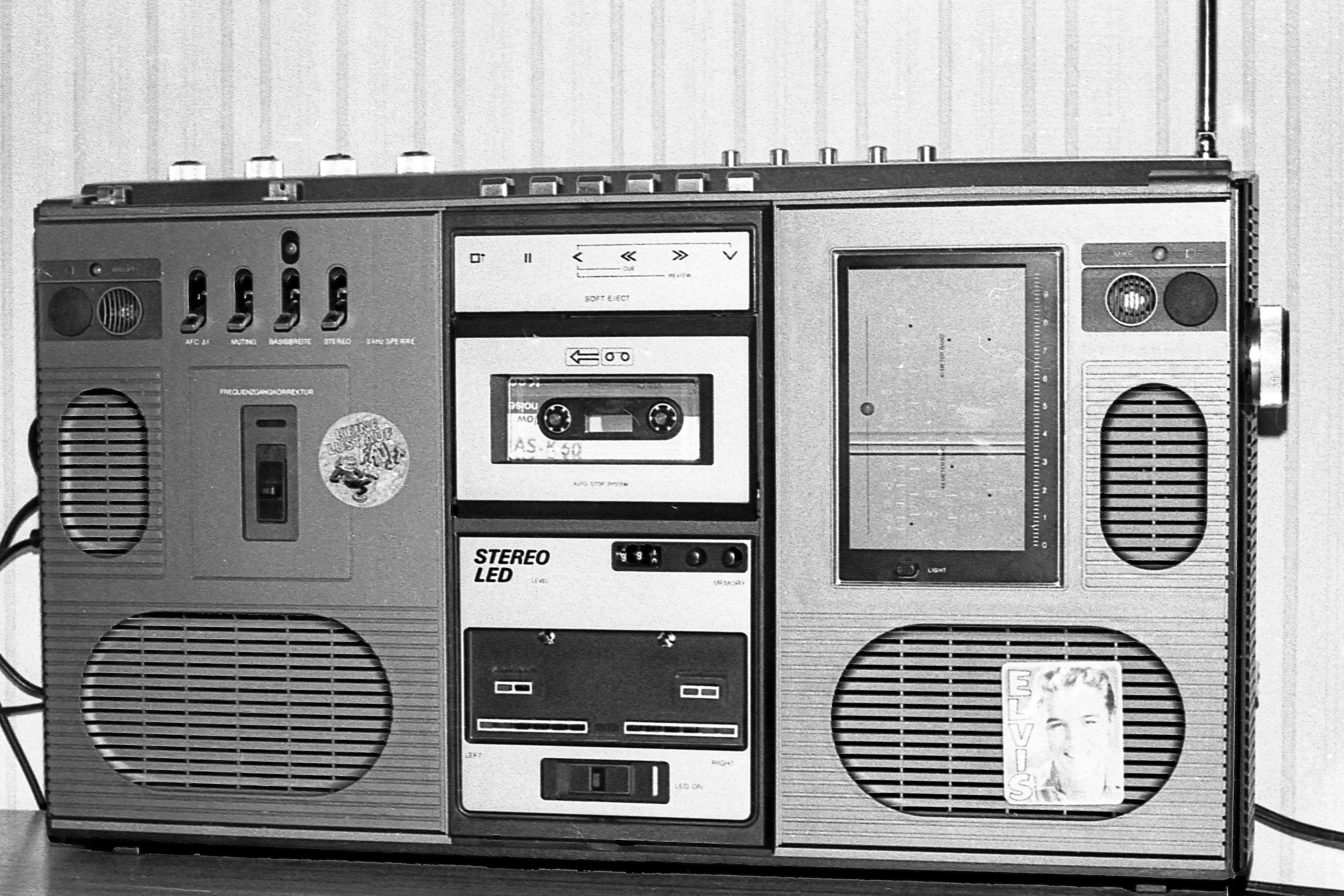
Radiorecorder "Steratrans SKR-501", hier mit Stickern individualisiert, DDR, 1985

Ein Radiorekorder (moderne Schreibweise auch Radiorecorder) ist ein tragbares Audiogerät mit Wiedergabe- und Aufnahmefunktionen für Audiokassetten (Kassettenrekorder) und eingebautem Radio zum Empfang von Hörfunksendungen. Das Gerät ist eine Weiterentwicklung der vordem verwendeten tragbaren Transistor- oder Kofferradios, mit denen nichts aufgezeichnet werden konnte.
Viele Geräte besitzen ein eingebautes Mikrofon, oft auch ein zweites Kassettenteil oder – seit Mitte der 1980er Jahre – auch ein CD-Laufwerk zum Überspielen auf einen zweiten Tonträger. Heutige Geräte weisen teilweise Steckplätze (engl. slots) für Speicherkarten oder USB-Anschlüsse für Geräte mit MP3-Dateien auf und können auf dem Bildschirm Metadaten anzeigen.

## Geschichte
Die Idee, einen Rundfunkempfänger mit einem Magnetbandgerät zu kombinieren, wurde bereits vor Einführung der Kompaktkassette verwirklicht. Schon in den fünfziger Jahren waren Tonbandgeräte mit eingebautem Hörfunkempfangsteil auf dem Markt. Jedoch machten die zur Bewegung der großen Bandspulen nötigen kräftigen Elektromotoren und die damals üblichen Röhrenverstärker die Geräte groß und schwer (häufig 10 kg und mehr) und gestatteten nur einen Betrieb am Stromnetz. In den sechziger Jahren machten die Einführung der Transistortechnik einerseits sowie die Entwicklung dünnerer Magnetbänder und die damit mögliche Reduzierung des Spulendurchmessers andererseits die Entwicklung batteriebetriebener, tragbarer Geräte möglich. Solche Radio-Tonband-Kombinationen erlangten jedoch weder hinsichtlich Modellvielfalt noch bezüglich der Verkaufszahlen besondere Bedeutung. Erst mit der Verwendung von Kompaktkassetten, also nach nochmaliger deutlicher Reduzierung des Spulendurchmessers und Vereinfachung der Handhabung, hatte das Konzept Erfolg.
Radiorekorder hatten ihre Blütezeit in den 1970er und frühen 1980er Jahren. Insbesondere die in den USA und Japan produzierten Geräte hatten oft ein pompöses Aussehen mit riesigen Lautsprechern und vielen Zusatzfunktionen (Karaoke, Equalizer oder auch kleine Fernseher).

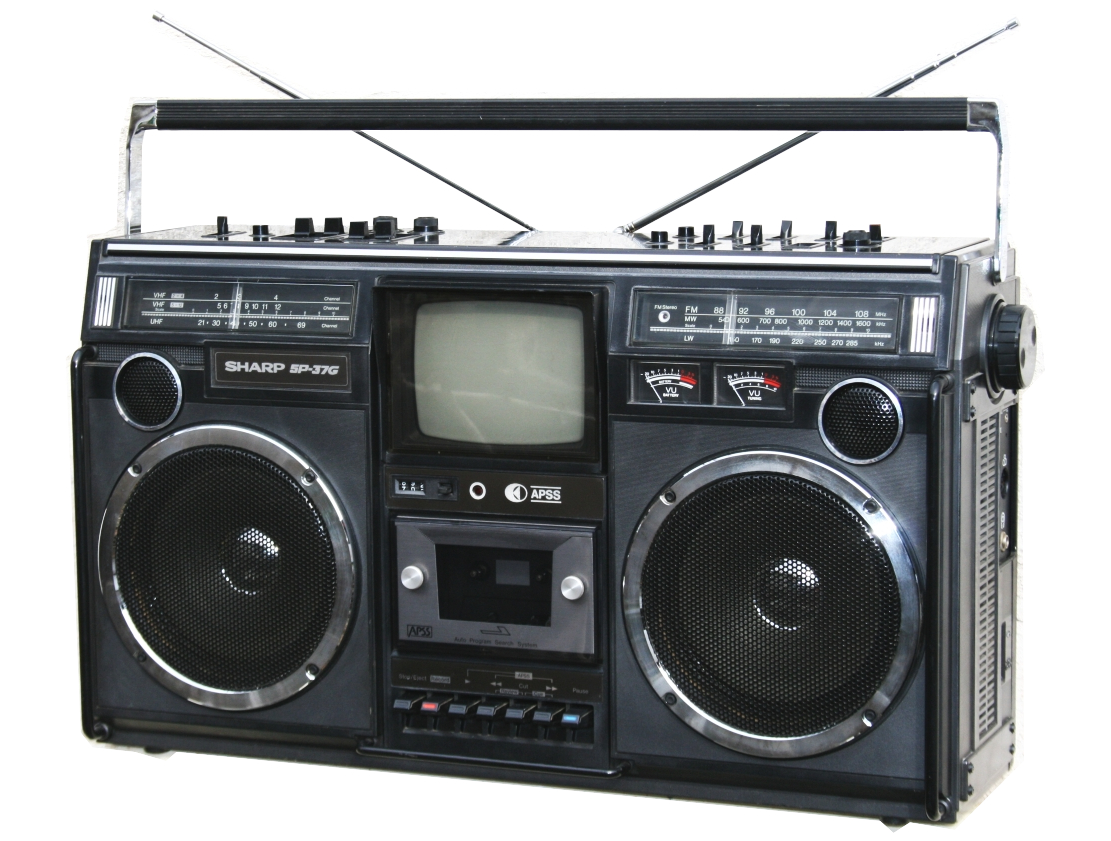
Stereo-Radiorekorder mit eingebautem Kleinfernseher

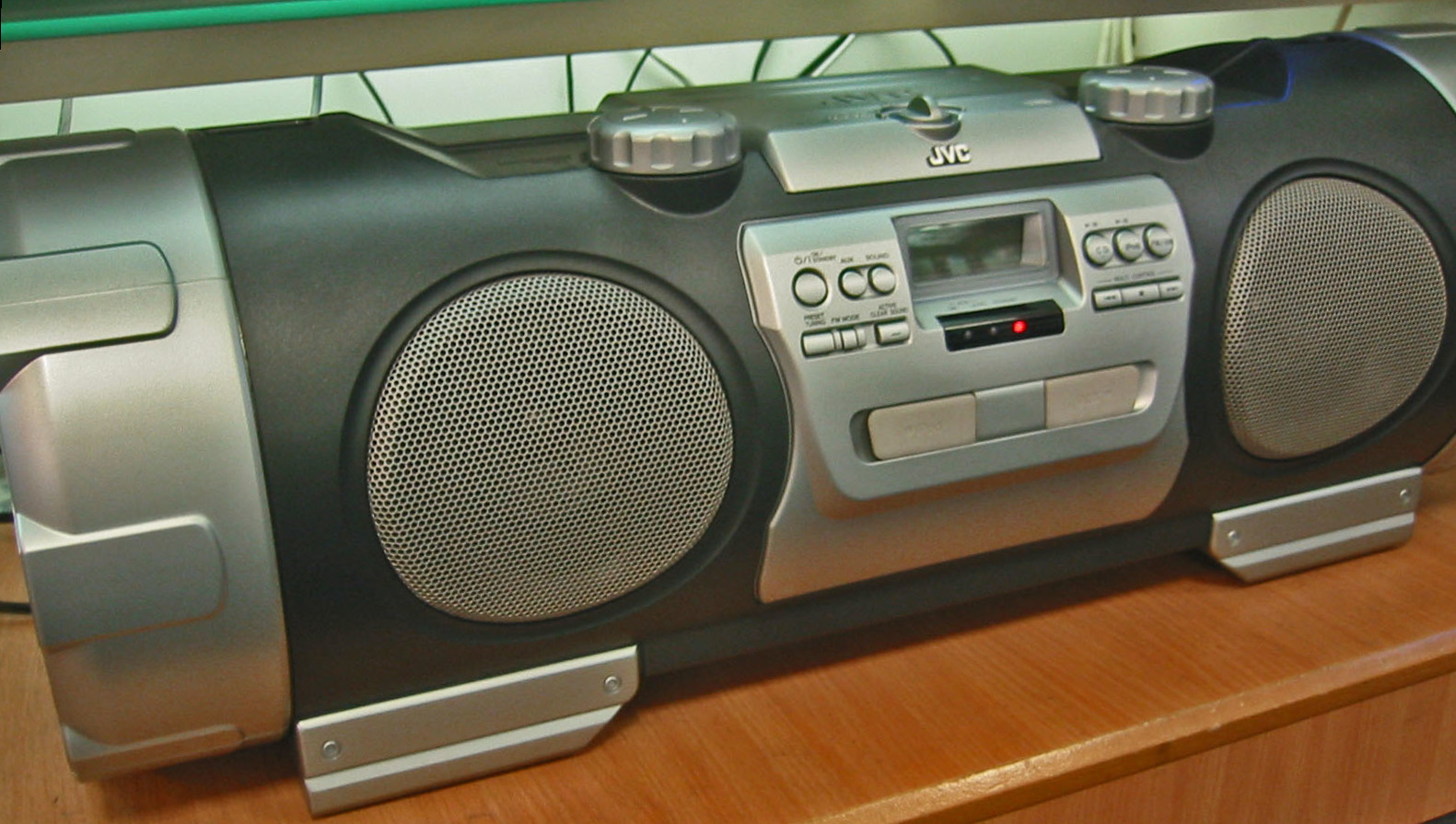
Ein sogenannter Ghettoblaster

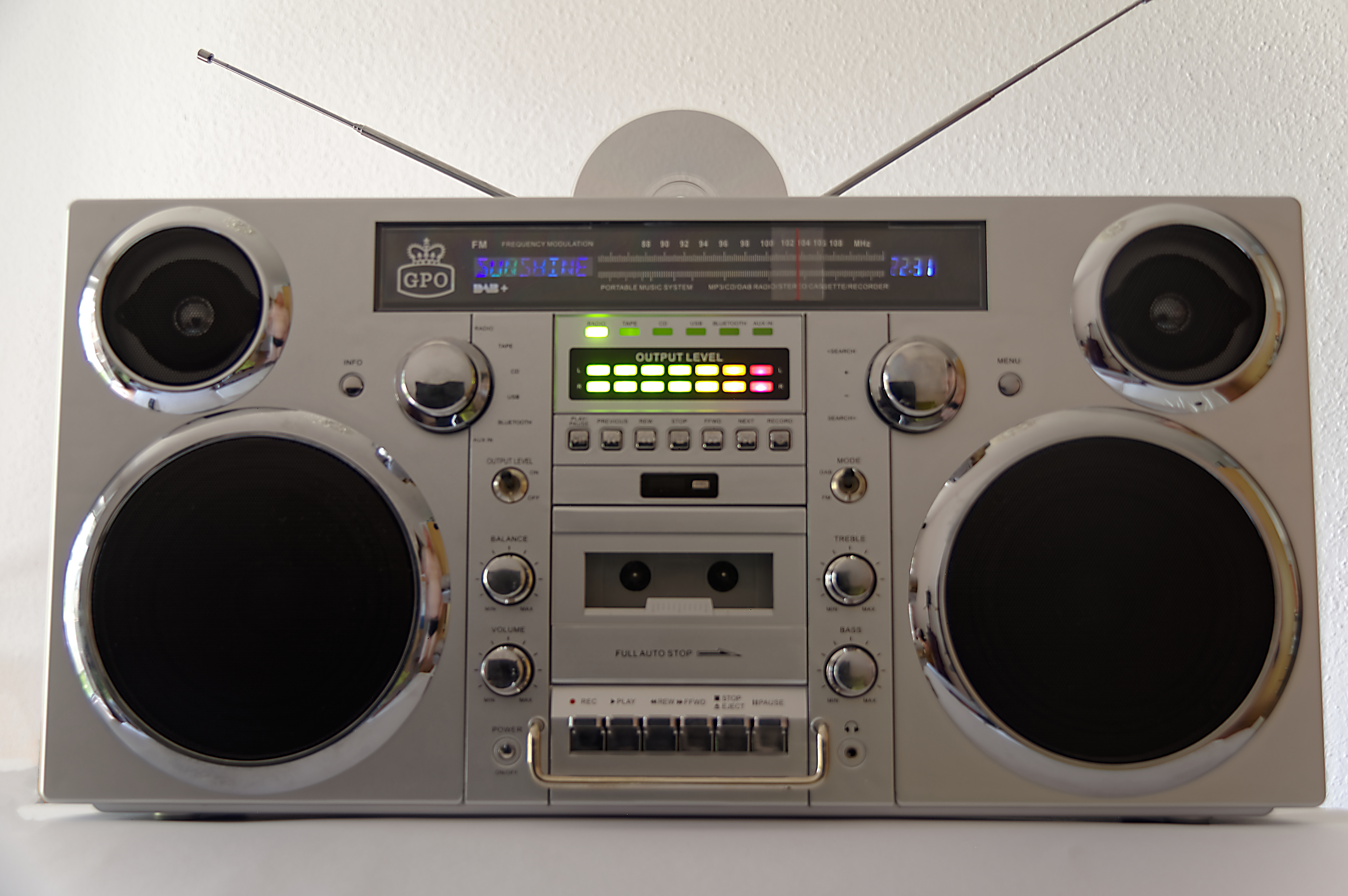
MP3-CD-Radiorecorder "GPO Brooklyn" in Anlehnung an klassische Ghettoblaster, Baujahr 2018, mit DAB+, Bluetooth und MP3-USB

Große Geräte mit leistungsstarken Verstärkern und oft auch abnehmbaren Boxen wurden umgangssprachlich als Boombox oder Ghettoblaster bezeichnet. Das leitet sich zum einen ab von Englisch to blast, hier: „Krach machen“, zum anderen von Ghetto als den Wohngebieten meist sozial benachteiligter Afroamerikaner und Hispanics in den USA. Der Ghettoblaster spielte eine bedeutende Rolle in der Entwicklung des Hip-Hop und seiner oft straßenzentrierten Kultur (vgl. Breakdance, Graffiti).
Die Lautsprecher ließen trotz Einschränkungen durch den Batteriebetrieb hohe Schallpegel zu. In der Regel wurden Breitbandlautsprecher verwendet, oft von Hochtönern unterstützt. Charakteristisches Merkmal der Radiorekorder ist die im Verhältnis zur geringen Bautiefe große Front mit vielen LEDs und Bedienelementen.
Mitte der 1980er Jahre ebbte die „Radiorekorderwelle“ ab: die Geräte wurden kleiner und die Qualität ließ nach. Heute ist der klassische (und eher teure) Radiorekorder von oft kleineren, preiswerteren Produkten verdrängt, die qualitativ jedoch nicht an die „Boliden“ der 1970er und 1980er Jahre herankommen. Die alten Geräte genießen in Sammlerkreisen einen Kultstatus, was sich in den teilweise hohen Preisen für gut erhaltene Gebrauchtgeräte bemerkbar macht.
Seit 2001 ist der Transport von Radiorekordern in Flugzeugen aufgrund von wiederholten Problemen mit dem Funkverkehr oder generell aus Sicherheitsgründen seitens der Europäischen Agentur für Flugsicherheit verboten. Innerhalb der EU dürfen diese somit nicht mehr in Passagierflugzeuge mitgenommen werden.

## Komponenten

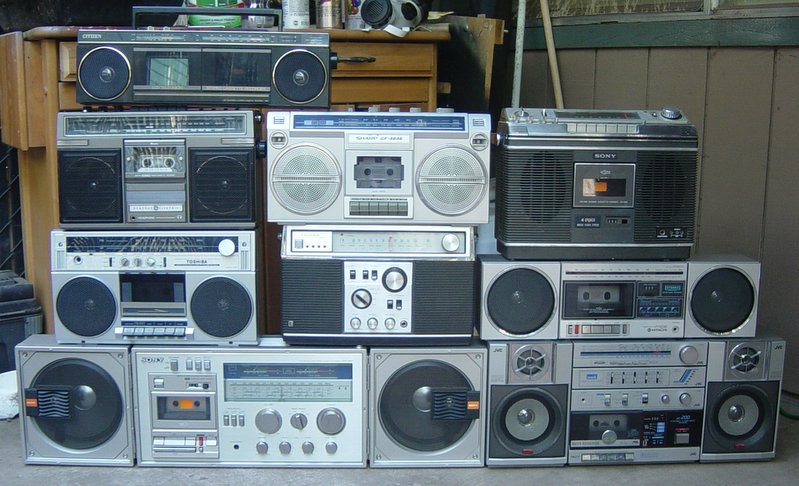
Sammlung verschiedener Stereo-Radiorekorder

Übliche Komponenten eines Radiorekorders sind:
- Hörfunk-Empfangsteil: AM (meist nur Mittelwelle, seltener Kurzwelle und/oder Langwelle), FM (Ultrakurzwelle, meist mit Stereodecoder); Wiedergabe über Lautsprecher, gleichzeitige Aufzeichnung auf Tonbandkassette möglich.
- Kassettentonbandgerät (meist Stereo): Ein oder zwei Laufwerke (das zweite zum Überspielen)
- Optional: CD-Spieler
- Optional: Mikrofon, Wiedergabe über Lautsprecher (Karaoke) oder Aufzeichnung auf Musikkassette
- Stereo-Audioverstärker und meist zwei Lautsprecher, teilweise  mit zuschaltbarer Basisverbreiterung und Bassanhebung, teilweise mit abnehmbaren Boxen

Radiorekorder sind oft für den Betrieb mit Batterien ausgelegt (mobiler Einsatz), besitzen jedoch ein eingebautes Netzteil, um sie auch am Stromnetz betreiben zu können.

## Spiel „Ghettoblaster“
1985 brachte Virgin Interactive das Computerspiel Ghettoblaster heraus, in dem ein Rastafari und sein Radiorekorder die Hauptrolle spielen.

## Rezeption in den Medien
Der Film Teen Lover (Say Anything...) von Cameron Crowe enthält eine der bekanntesten Szenen der US-amerikanischen Filmgeschichte, in der John Cusack (als Lloyd) vor Dianes (gespielt von Ione Skye) Schlafzimmerfenster einen Ghettoblaster (Toshiba RT-SX1) über seinen Kopf hält und den Song In Your Eyes von Peter Gabriel abspielen lässt, um sie wissen zu lassen, dass er sie nicht aufgegeben hat. Diese Szene wird mit verschiedenen Anspielungen von den Medien und in der Popkultur verwendet. Der Schauspieler John Cusack trat dafür bei dem Konzert am 6. Oktober 2012 der Back to Front Tour im Hollywood Bowl in Los Angeles, USA überraschend für Peter Gabriel in einem Cameo auf, als Gabriel die ersten Takte des Songs spielte und stellte mit einem Ghettoblaster die Szene aus Say Anything... nach, den er danach Gabriel überreichte und sich anschließend verbeugte, bevor er schnell wieder die Bühne verließ.